# Gestreifter Korallenwels
Der Gestreifte Korallenwels (Plotosus lineatus) ist einer der wenigen im Meer und der einzige in Korallenriffen lebende Wels. Die Fische kommen im Roten Meer und im tropischen Indopazifik von Ost- und Südafrika bis nach Samoa, der Lord-Howe-Insel und zur Koreanischen Halbinsel vor.

## Merkmale
Gestreifte Korallenwelse haben einen schlanken, fast aalförmigen Körper. Die erste Rückenflosse ist hoch und kurz. Die zweite ist mit der Schwanz- und Afterflosse zusammengewachsen und bildet einen durchgehenden Flossensaum. Vor der ersten Rücken- und den beiden Bauchflossen befindet sich jeweils ein starker, gesägter Stachel, der mit Giftdrüsen in Verbindung steht und beim Stich auch beim Menschen starke Schmerzen auslösen kann. Rund um das breite, leicht unterständige Maul befinden sich acht Barteln, zwei Paare an der Ober- und zwei an der Unterlippe. Wie die meisten Welse ist der Gestreifte Korallenwels schuppenlos. Die Farbe ist dunkel graubraun, der Bauch ist heller. Bei Jungfischen ziehen sich entlang jeder Körperseite zwei weiße Längsstreifen, einer beginnt über dem Auge, der andere darunter. Mit zunehmendem Alter werden die Streifen schmaler und sind bei adulten Tieren kaum noch sichtbar. Gestreifte Korallenwelse werden 32 Zentimeter lang.

## Lebensweise

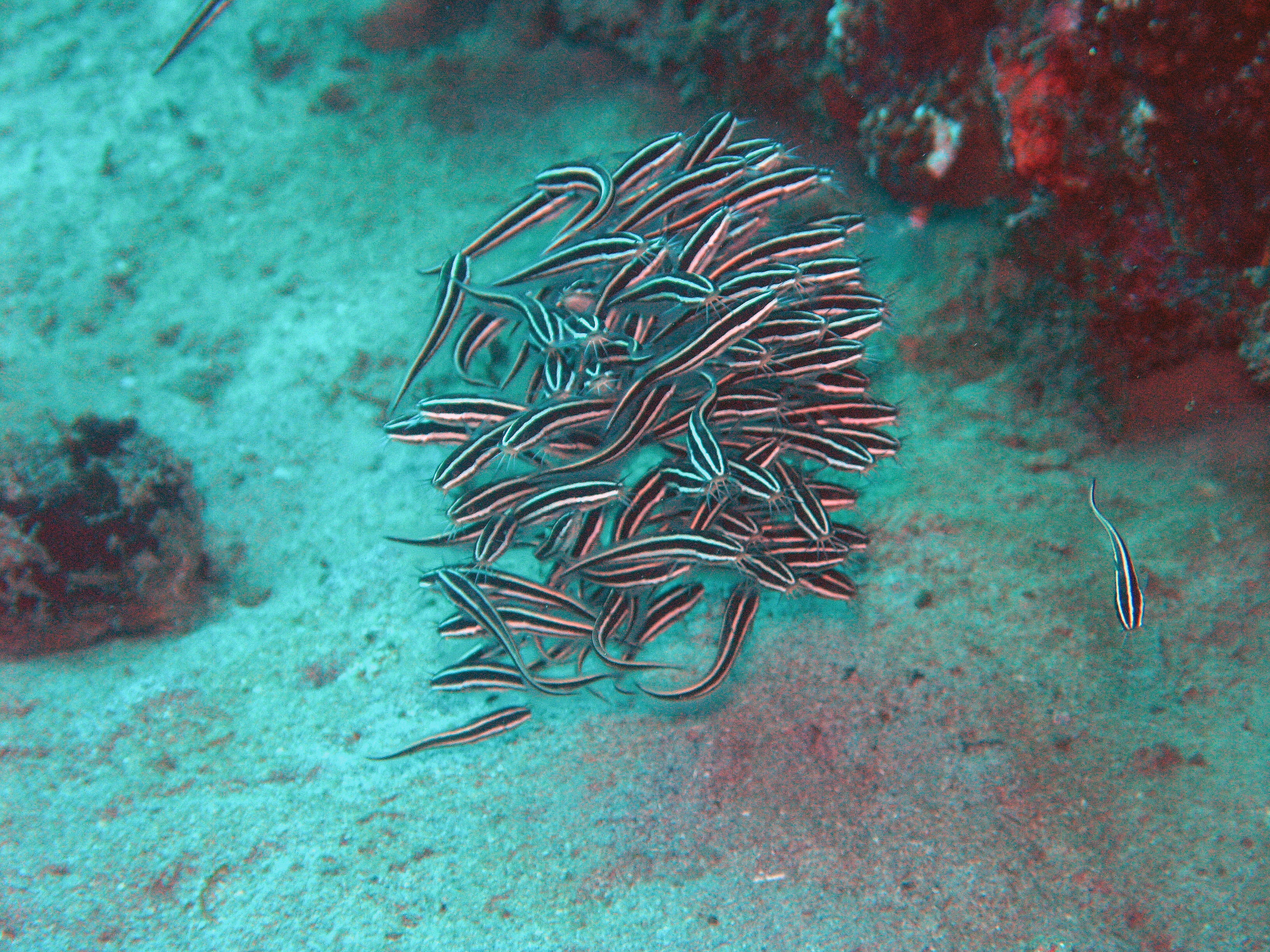
Jungfischschwarm im Riff bei Sulawesi

Gestreifte Korallenwelse leben im flachen Wasser, in Tiefen bis 35 Metern, über Weich- und Sandböden in Lagunen und in Korallenriffen. Jungtiere organisieren sich in dichten Schwärmen, die über 1000 Tiere stark sein können. Der Schwarm ist meist kugel- oder walzenförmig und "rollt" über den Meeresboden, indem die vorderen, am Boden Nahrung suchenden Tiere von den über ihnen schwimmenden überholt werden, die dann ihrerseits Nahrung suchen, bis sie an das Ende des Schwarms geraten und an der Oberseite der Gruppe wieder nach vorn schwimmen. Der dichte Schwarm soll wahrscheinlich ein größeres Tier vortäuschen und somit ein Schutz vor Räubern sein.
Adulte Korallenwelse sind dämmerungs- und nachtaktiv und halten sich tagsüber in Verstecken wie Höhlen und zwischen Korallen auf. Sie fressen kleinere Fische und Wirbellose. Zur Fortpflanzung graben sie an versteckten Stellen Sandgruben und legen ihre Eier hinein. Die Eier werden vom Männchen bis zum Schlupf der sechs bis sieben Millimeter großen Jungen nach etwa zehn Tagen bewacht. Die Jungfische leben zunächst pelagisch, bis sie zum Bodenleben übergehen.
Der Gestreifte Korallenwels ist 2019 in die „Liste der unerwünschten Spezies“ für die Europäische Union aufgenommen worden.